# 古澤多希
古澤 多希（TAKI FURUSAWA、ふるさわ たき、1974年12月3日 - ）は、日本の音楽プロデューサー。
実兄は古澤大と古澤琢である。

## 概要
Hip Hopアーティスト「クーリオ(coolio)」の周辺のアーティストのサウンドプロデューサーとして活動。
ロサンゼルスでプロデュースしたHip Hopアーティスト「Big Logic」は2002年の1stシングル「Hyde Ha」でビルボード誌R&B・Hip Hopシングルセールス8位を記録。
ナショナルチャートでは87位が最高位。
その他、Kool & the Gang（クール・アンド・ザ・ギャング）のアルバム「GANGLAND」に参加、ジョージ・ブラウン（Dr）との共同プロデュース等も行う。
帰国後はミュージシャン、アレンジャーとして活動、
その後　株式会社ライジングパブリッシャーズに入社、制作ディレクター、出版権管理に従事。
2006年からはフリーランスA&R、プロデューサーとして活動を開始、
2007年に株式会社クロックワイズを設立。

## 作品

### 過去に携わったアーティスト一覧
- Kool & The Gang（ Victor Entertainment）Coプロデュース、作曲（1999）
- KING(ポニーキャニオン)　プロデュース、作曲　（2001）
- Big Logic (EMI)　プロデュース、作曲　（2002）
- Coolon (SME) 編曲　（2002）
- paris match (Victor) 英語作詞　（2002）
- paris match (Victor) Remix、英作詞（2003）Master Elements名義
- DA PUMP (avex) 編曲 (2007)
- Carl Thomas (FR) A&R (2007)
- K-ci(K-ci & Jojo) (FR) A&R (2007)
- Natasha Thomas (FR) A&R (2007)
- MASH (avex) 作編曲 (2007～2012）Master Elements名義
- Neo Hero (WS) 作編曲 (2009)　Master Elements名義
- ロマネスコ (2011)
- In 197666 (2012)

### コンピレーションアルバム
- S Cawaii!コンピシリーズ (2006～2007)
- ボブ・マーリー トリビュート（2007）
- 村上龍　Cuban Metro　（2008）
- JELLYコンピレーション（ 2009）

## リンク
- Klockwise Inc.